# Spinnhaus

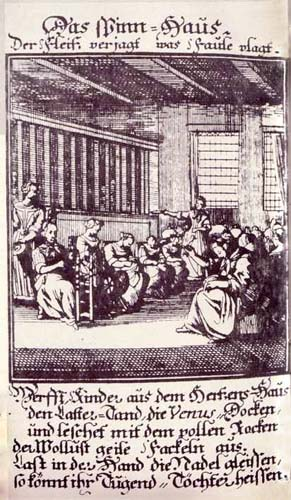
Veduta interna di una Spinnhaus a Würzburg con carcerate al lavoro in una stampa del 1711.

Col termine tedesco di Spinnhaus si intendeva un particolare tipo di carcere femminile diffusosi in Germania a partire dal XVI secolo. Anticipando gli ideali dell'Illuminismo di quasi un secolo, questa istituzione tendeva a rieducare le condannate, impegnandole in un lavoro di filatura che consentisse loro di sentirsi comunque utili alla società.  Il nome stesso, infatti, è traducibile in lingua italiana come "casa di filatura".
La prima casa di filatura nota alla storia venne costituita ad Amsterdam nel 1597 ed ospitata presso l'ex convento di Sant'Orsola. Sopra il portale d'ingresso della struttura venne affissa una lapide con le parole del drammaturgo olandese Pieter Corneliszoon Hooft che esprimevano a pieno il concetto per il quale la struttura era stata eretta: "Non aver paura. Non vendico il male, ma forzo ad emergere ciò che è buono. La mia mano è dura, ma il mio cuore ama".
Nel XVII secolo furono costruite numerose case di filatura, in particolare nelle grandi città della Germania, tra cui le più famose si trovavano ad Amburgo ed a Lubecca.